# Natalia Piergentili
Natalia Alejandra Piergentili Domenech (14 de agosto de 1978) es una administradora pública y política chilena, miembro del Partido por la Democracia (PPD), del cual ejerce como presidenta desde agosto de 2021. Fue subsecretaria de Economía y Empresas de Menor Tamaño, durante la segunda administración de la presidenta Michelle Bachelet.

## Estudios
Es administradora pública por la Universidad de Santiago de Chile, de la cual egresó en 2001. En 2005 realizó un diplomado en comunicaciones y estrategia política en la Universidad Autónoma de Barcelona, y al año siguiente, un diplomado en políticas públicas y estrategias de desarrollo en la Universidad de Chile. Realizó además, en 2010, un máster en estudios políticos de la Escuela de Política y Alto Gobierno del Instituto Universitario y de Investigación Ortega y Gasset, afiliado a la Universidad Complutense de Madrid, España.

## Trayectoria pública
Entre sus responsabilidades, fue directora de Gestión en la Comisión Ergonómica Nacional (CEN), durante el final del gobierno de Ricardo Lagos (2005-2006), luego fue secretaria ejecutiva del «Comité Interministerial para el Desarrollo de Zonas Extremas», durante el primer gobierno de Michelle Bachelet (2006-2010). Allí tuvo a cargo reformas legales en materia de territorios especiales, y la coordinación de agendas relevantes en materia de inversión y desarrollo territorial. Entre 2012 y 2013, se desempeñó cono asesora parlamentaria en el Congreso Nacional de Chile.
En el ámbito académico ha realizado cursos en las áreas de gestión, políticas públicas y desarrollo territorial. Desde 2012 ejerce como docente en la sede chilena de la Facultad Latinoamericana de Ciencias Sociales (FLACSO), donde imparte el curso Descentralización y Políticas Sociales. Así mismo, ha sido docente en diversas casas de estudio como: Universidad de Santiago de Chile, Universidad de Chile, Universidad de Talca y la Universidad Central. Desde marzo de 2014 hasta enero de 2016 se desempeñó como jefa de División de Desarrollo Regional de la Subsecretaría de Desarrollo Regional y Administrativo (Subdere). También, cuenta con numerosas publicaciones de artículos.
En el marco del segundo gobierno de Michelle Bachelet, se desempeñó como subsecretaria de Economía, entre febrero de 2016 hasta el final del gobierno en marzo de 2018. Posteriormente fue presidenta del directorio del Instituto Nacional de Normas (INN), presidenta del Consejo Nacional de Responsabilidad Social para el Desarrollo Sostenible y presidenta del Consejo de Economía Social.
Paralelamente ha trabajado como panelista de programas de radio, televisión y ha escrito columnas en diversos medios de prensa.
Es militante del Partido por la Democracia (PPD), del cual ejerce como presidenta desde agosto de 2021, tras suceder a Heraldo Muñoz. Previamente había ejercido como jefa de la precandidatura presidencial de Muñoz en el pacto Unidad Constituyente. Fue candidata a senadora por la región Metropolitana, en las elecciones de noviembre de 2021, donde no resultó electa. Posteriormente es candidata a consejera constitucional, donde tampoco fue elegida.

## Historial electoral

### Elecciones parlamentarias de 2021
- Elecciones parlamentarias de 2021, candidata a senadora para la Circunscripción Senatorial 7, Región Metropolitana de Santiago

### Elecciones de consejeros constituyentes de 2023
- Elecciones de consejeros constitucionales de 2023, para la Circunscripción 7 (Región Metropolitana)[8]